# Ājor Band
Ājor Band (persiska: آجر بند, اَدژَربَند, اَجَربَند, آجُربُنِه) är en ort i Iran.   Den ligger i provinsen Qazvin, i den nordvästra delen av landet, 150 km väster om huvudstaden Teheran. Ājor Band ligger 1 231 meter över havet och antalet invånare är 270.
Terrängen runt Ājor Band är platt. Runt Ājor Band är det ganska tätbefolkat, med 108 invånare per kvadratkilometer. Närmaste större samhälle är Qazvin, 16,1 km nordost om Ājor Band. Trakten runt Ājor Band består till största delen av jordbruksmark.